# پیش به سوی برلین
پیش به سوی برلین (به انگلیسی: Rush for Berlin) یک بازی تاکتیک هم‌زمان با موضوع جنگ جهانی دوم است که در مه ۲۰۰۶ برای رایانه های شخصی منتشر شد. 

## بازخوردها
| گردآورنده | امتیاز |
| --------- | ------ |
| متاکریتیک | 76/100 |

| ناشر                     | امتیاز |
| ------------------------ | ------ |
| وان‌آپ.کام                | B−     |
| آل‌گیم                    | [ ۳ ]  |
| یوروگیمر                 | 6/10   |
| گیم‌اسپات                 | 7.8/10 |
| گیم‌تریلرز                | 7.2/10 |
| گیم‌زون                   | 8.4/10 |
| آی‌جی‌ان                   | 8/10   |
| پال‌جی‌ان                  | 6/10   |
| پی‌سی گیمر (ایالات متحده) | 82%    |
| ایکس پلی                 | [ ۱۱ ] |

این بازی بازخوردهای قابل قبولی از بازبینی جمعی در سایت متاکریتیک گرفت.